# Paulina Patience Abagaye
Paulina Patience Tangoba Abagaye est une diplomate ghanéenne, membre du Nouveau Parti patriotique du Ghana. Elle a été ambassadrice du Ghana en Italie de 2017 à 2018 et est ministre régionale de la Région du Haut Ghana oriental depuis août 2018.  

## Carrière diplomatique et politique
Paulina Abagaye est nommée ambassadrice du Ghana en Italie en juillet 2017, par le président Nana Akufo-Addo. Elle faisait partie des vingt-deux Ghanéens nommés à la tête de diverses missions diplomatiques internationales ghanéennes,,.  
Elle quitte son poste en Italie en juillet 2018, et elle est nommée ministre régionale de la Région du Haut Ghana oriental.
Elle s'exprime en avril 2020, en tant que ministre à l'occasion d'une situation hospitalière liée aux précautions concernant le Covid-19. Elle prend également la parole lors d'une cérémonie en l'honneur de la journée des sages-femmes en 2020, rappelant que sa vie et celle de son enfant avaient été préservées grâce à l'intervention d'une telle professionnelle.